# クルーヌンハーン中学校
クルーヌンハーン中学校（クルーヌンハーンちゅうがっこう）は、フィンランドのヘルシンキにある中学校。

## 概要
ヘルシンキの中心部、ヘルシンキ中央駅の東側500mほどの処にある110年の伝統を受け継ぐ中学校で、生徒数は約480名。学校では、ダンスや音楽の教育もある。1905年に設立された。数学科目に加えて、芸術科目におけるスキルアップに焦点を当てて指導している。

## 周辺
- アテネウム美術館
- ヘルシンキ現代美術館
- ヘルシンキ中央駅
- ヘルシンキ大学